# Phyllanthus evanescens
Phyllanthus evanescens är en emblikaväxtart som beskrevs av Townshend Stith Brandegee. Phyllanthus evanescens ingår i släktet Phyllanthus och familjen emblikaväxter. Inga underarter finns listade i Catalogue of Life.